# Ligue des champions de la CONCACAF 2014-2015
Navigation
Édition précédente Édition suivante
La Ligue des champions de la CONCACAF 2014-2015 est la septième édition de cette compétition. Cependant, c'est la 50e fois que les clubs de la confédération se disputent le titre de leader de la CONCACAF.
Le vainqueur représentera la CONCACAF à la Coupe du monde de football des clubs 2015.

## Participants
Un total de 24 équipes provenant d'un maximum de 13 nations participeront au tournoi. Elles proviendront des zones Amérique du Nord, Amérique centrale et Caraïbes de la CONCACAF. En 2009, à la suite de problèmes lors de tournois précédents, des règles de disqualification et de substitution ont été édictées, notamment pour les cas où une équipe ne disposerait pas d'un stade jugé convenable.
- Amérique centrale: 12 clubs peuvent se qualifier. Si un ou plusieurs clubs sont disqualifiés, ils seront remplacés par un club d'une autre fédération centre-américaine, choisie sur la base des résultats du tournoi précédent.
- Caraïbes: Si un des trois clubs est disqualifié, il sera remplacé par le club suivant au classement du Championnat de la CFU des clubs.

Le tableau des clubs qualifiés est donc le suivant :
| Nation            | Club                 | Raison de qualification                                              |
| Amérique du Nord  |                      |                                                                      |
| Mexique           | FC León              | Vainqueur du Tournoi Apertura 2013 et du Tournoi Clausura 2014.      |
| Mexique           | CF Pachuca           | Finaliste du Tournoi Clausura 2014.                                  |
| Mexique           | Club América         | Finaliste du Tournoi Apertura 2013.                                  |
| Mexique           | CD Cruz Azul         | Meilleur club de la saison régulière du Tournoi Clausura 2014.       |
| États-Unis        | Sporting Kansas City | Vainqueur de la MLS Cup 2013.                                        |
| États-Unis        | New York Red Bulls   | Vainqueur de la Conférence Est et du MLS Supporters' Shield en 2013. |
| États-Unis        | Portland Timbers     | Vainqueur de la Conférence Ouest en 2013.                            |
| États-Unis        | DC United            | Vainqueur de l'US Open Cup 2013.                                     |
| Canada            | Impact de Montréal   | Champion du Canada 2014.                                             |
| Amérique centrale |                      |                                                                      |
| Costa Rica        | LD Alajuelense       | Vainqueur du Tournoi Apertura 2013.                                  |
| Costa Rica        | Deportivo Saprissa   | Vainqueur du Tournoi Clausura 2014.                                  |
| Costa Rica        | CS Herediano         | Finaliste du Tournoi Apertura 2013,.                                 |
| Honduras          | Real España          | Vainqueur du Tournoi Apertura 2013.                                  |
| Honduras          | CD Olimpia           | Vainqueur du Tournoi Clausura 2014.                                  |
| Guatemala         | CSD Comunicaciones   | Vainqueur du Tournoi Apertura 2013 et du Tournoi Clausura 2014.      |
| Guatemala         | CSD Municipal        | Finaliste du Tournoi Clausura 2014.                                  |
| Panama            | Tauro FC             | Vainqueur du Tournoi Apertura 2013.                                  |
| Panama            | Chorrillo FC         | Vainqueur du Tournoi Clausura 2014.                                  |
| Salvador          | AD Isidro-Metapán    | Vainqueur du Tournoi Apertura 2013 et du Tournoi Clausura 2014.      |
| Salvador          | Club Deportivo FAS   | Meilleur finaliste de la saison 2013-2014.                           |
| Nicaragua         | Real Estelí FC       | Champion du Nicaragua 2013-2014.                                     |
| Caraïbes          |                      |                                                                      |
| Caraïbes          | Bayamón FC           | 1er du groupe A du championnat des Caraïbes 2014,.                   |
| Caraïbes          | Waterhouse FC        | 1er du groupe B du championnat des Caraïbes 2014,.                   |
| Caraïbes          | Alpha United FC      | 1er du groupe C du championnat des Caraïbes 2014,.                   |

| Club América FC León CF Pachuca Deportivo Toluca FC Sporting Kansas City Portland Timbers New York Red Bulls D.C. United Impact de Montréal |

| LD Alajuelense Deportivo Saprissa Real España CD Olimpia 0CSD Comunicaciones CSD Municipal Tauro FC Chorrillo FC AD Isidro-Metapan I Club Deportivo FAS Bayamón FC Waterhouse FC Alpha United FC Real Estelí FC Belmopan Bandits |

## Calendrier
| Tour                    | Nom                           | Date aller                           | Date retour                                         | Équipes participantes | Équipes restantes |
| Phase de groupes (2014) |                               |                                      |                                                     |                       |                   |
| 1-6                     | Journée 1 Journée 2 Journée 3 | 5 - 7 août 19 - 21 août 26 - 28 août | 16 - 18 septembre 23 - 25 septembre 21 - 23 octobre | 24                    | 24 à 8            |
| Phase finale (2015)     |                               |                                      |                                                     |                       |                   |
| 1                       | Quarts de finale              | 24 - 26 février                      | 3 - 5 mars                                          | 8                     | 8 à 4             |
| 2                       | Demi-finale                   | 17 - 18 mars                         | 7 - 8 avril                                         | 4                     | 4 à 2             |
| 3                       | Finale                        | 22 avril                             | 29 avril                                            | 2                     | 2 à 1             |

Le tirage est équilibré à l'aide de pots définis comme suit. Il faut noter que la présence d'un club de tel pays dans tel ou tel pot dépend des résultats internes au pays et en aucun cas de résultats passés du club dans cette compétition, comme ça peut se voir en Europe. Il faut noter également que deux clubs d'un même pays ne peuvent se retrouver dans un même groupe ainsi, les clubs mexicains et américains ne peuvent pas également se retrouver dans un même groupe.
| Pot 1                | Pot 1              | Pot 2              | Pot 2              | Pot 3              | Pot 3           |
| FC León              | CF Pachuca         | Club América       | CD Cruz Azul       | CSD Municipal      | Chorrillo FC    |
| Sporting Kansas City | New York Red Bulls | Portland Timbers   | DC United          | Club Deportivo FAS | Real Estelí FC  |
| LD Alajuelense       | CD Olimpia         | Deportivo Saprissa | Real España        | Belmopan Bandits   | Bayamón FC      |
| CSD Comunicaciones   | Tauro FC           | AD Isidro-Metapán  | Impact de Montréal | Waterhouse FC      | Alpha United FC |

## Phase de groupes

### Groupe A
| Rang | Équipe        | Pts | J | G | N | P | Bp | Bc | Diff |
| ---- | ------------- | --- | - | - | - | - | -- | -- | ---- |
| 1    | CF Pachuca    | 9   | 4 | 3 | 0 | 1 | 17 | 8  | +9   |
| 2    | CSD Municipal | 4   | 4 | 1 | 1 | 2 | 8  | 12 | -4   |
| 3    | Real España   | 4   | 4 | 1 | 1 | 2 | 5  | 10 | -5   |

| Résultats (▼dom., ►ext.) |     |     |     |
| CSD Municipal            |     | 3-7 | 3-0 |
| CF Pachuca               | 4-1 |     | 4-1 |
| Real España              | 1-1 | 3-2 |     |

### Groupe B
| Rang | Équipe               | Pts | J | G | N | P | Bp | Bc | Diff |
| ---- | -------------------- | --- | - | - | - | - | -- | -- | ---- |
| 1    | Deportivo Saprissa   | 7   | 4 | 2 | 1 | 1 | 7  | 4  | +3   |
| 2    | Sporting Kansas City | 7   | 4 | 2 | 1 | 1 | 7  | 4  | +3   |
| 3    | Real Estelí FC       | 2   | 4 | 0 | 2 | 2 | 2  | 8  | -6   |

| Résultats (▼dom., ►ext.) |     |     |     |
| Real Estelí FC           |     | 1-1 | 1-1 |
| Deportivo Saprissa       | 3-0 |     | 2-0 |
| Sporting Kansas City     | 3-0 | 3-1 |     |

### Groupe C
| Rang | Équipe             | Pts | J | G | N | P | Bp | Bc | Diff |
| ---- | ------------------ | --- | - | - | - | - | -- | -- | ---- |
| 1    | Impact de Montréal | 10  | 4 | 3 | 1 | 0 | 6  | 3  | +3   |
| 2    | New York Red Bulls | 5   | 4 | 1 | 2 | 1 | 3  | 2  | +1   |
| 3    | Club Deportivo FAS | 1   | 4 | 0 | 1 | 3 | 2  | 6  | -4   |

| Résultats (▼dom., ►ext.) |     |     |     |
| Club Deportivo FAS       |     | 0-0 | 2-3 |
| New York Red Bulls       | 2-0 |     | 1-1 |
| Impact de Montréal       | 1-0 | 1-0 |     |

### Groupe D
| Rang | Équipe        | Pts | J | G | N | P | Bp | Bc | Diff |
| ---- | ------------- | --- | - | - | - | - | -- | -- | ---- |
| 1    | DC United     | 12  | 4 | 4 | 0 | 0 | 6  | 1  | +5   |
| 2    | Waterhouse FC | 6   | 4 | 2 | 0 | 2 | 7  | 5  | +2   |
| 3    | Tauro FC      | 0   | 4 | 0 | 0 | 4 | 2  | 9  | -7   |

| Résultats (▼dom., ►ext.) |     |     |     |
| Tauro FC                 |     | 0-1 | 1-2 |
| DC United                | 2-0 |     | 1-0 |
| Waterhouse FC            | 4-1 | 1-2 |     |

### Groupe E
| Rang | Équipe           | Pts | J | G | N | P | Bp | Bc | Diff |
| ---- | ---------------- | --- | - | - | - | - | -- | -- | ---- |
| 1    | CD Olimpia       | 9   | 4 | 3 | 0 | 1 | 12 | 5  | +7   |
| 2    | Portland Timbers | 9   | 4 | 3 | 0 | 1 | 15 | 6  | +9   |
| 3    | Alpha United FC  | 0   | 4 | 0 | 0 | 4 | 1  | 17 | -16  |

| Résultats (▼dom., ►ext.) |     |     |     |
| Alpha United FC          |     | 0-1 | 1-4 |
| CD Olimpia               | 6-0 |     | 3-1 |
| Portland Timbers         | 6-0 | 4-2 |     |

### Groupe F
| Rang | Équipe         | Pts | J | G | N | P | Bp | Bc | Diff |
| ---- | -------------- | --- | - | - | - | - | -- | -- | ---- |
| 1    | LD Alajuelense | 6   | 4 | 1 | 3 | 0 | 4  | 3  | +1   |
| 2    | CD Cruz Azul   | 5   | 4 | 1 | 2 | 1 | 5  | 3  | +2   |
| 3    | Chorrillo FC   | 4   | 4 | 1 | 1 | 2 | 2  | 5  | -3   |

| Résultats (▼dom., ►ext.) |     |     |     |
| LD Alajuelense           |     | 1-0 | 1-1 |
| Chorrillo FC             | 1-1 |     | 1-0 |
| CD Cruz Azul             | 1-1 | 3-0 |     |

### Groupe G
| Rang | Équipe            | Pts | J | G | N | P | Bp | Bc | Diff |
| ---- | ----------------- | --- | - | - | - | - | -- | -- | ---- |
| 1    | CS Herediano      | 10  | 4 | 3 | 1 | 0 | 11 | 4  | +7   |
| 2    | FC León           | 7   | 4 | 2 | 1 | 1 | 10 | 6  | +4   |
| 3    | AD Isidro-Metapán | 0   | 4 | 0 | 0 | 4 | 5  | 16 | -11  |

| Résultats (▼dom., ►ext.) |     |     |     |
| CS Herediano             |     | 4-0 | 2-1 |
| AD Isidro-Metapán        | 2-4 |     | 2-4 |
| FC León                  | 1-1 | 4-1 |     |

### Groupe H
| Rang | Équipe             | Pts | J | G | N | P | Bp | Bc | Diff |
| ---- | ------------------ | --- | - | - | - | - | -- | -- | ---- |
| 1    | Club América       | 10  | 4 | 3 | 1 | 0 | 16 | 3  | +13  |
| 2    | CSD Comunicaciones | 7   | 4 | 2 | 1 | 1 | 8  | 3  | +5   |
| 3    | Bayamón FC         | 0   | 4 | 0 | 0 | 4 | 2  | 23 | -21  |

| Résultats (▼dom., ►ext.) |      |     |     |
| Club América             |      | 6-1 | 2-0 |
| Bayamón FC               | 1-10 |     | 0-2 |
| CSD Comunicaciones       | 1-1  | 5-0 |     |

## Phase finale
Pour les quarts de finale, les équipes sont classées et s'affrontent d'après leurs résultats lors de la phase précédente selon les critères suivants :
1. nombre de points acquis ;
2. différence entre les buts marqués et les buts concédés sur la totalité des matchs joués ;
3. plus grand nombre de buts marqués sur la totalité des matchs joués ;
4. plus grand nombre de buts marqués à l'extérieur ;
5. plus grand nombre de victoires sur la totalité des matchs joués ;
6. plus grand nombre de victoires à l'extérieur ;
7. tirage au sort.

| Rang | Équipe             | Pts | J | G | N | P | Bp | Bc | Diff |
| ---- | ------------------ | --- | - | - | - | - | -- | -- | ---- |
| 1    | DC United          | 12  | 4 | 4 | 0 | 0 | 6  | 1  | +5   |
| 2    | Club América       | 10  | 4 | 3 | 1 | 0 | 16 | 3  | +13  |
| 3    | CS Herediano       | 10  | 4 | 3 | 1 | 0 | 11 | 4  | +7   |
| 4    | Impact de Montréal | 10  | 4 | 3 | 1 | 0 | 6  | 3  | +3   |
| 5    | CF Pachuca         | 9   | 4 | 3 | 0 | 1 | 17 | 8  | +9   |
| 6    | CD Olimpia         | 9   | 4 | 3 | 0 | 1 | 12 | 5  | +7   |
| 7    | Deportivo Saprissa | 7   | 4 | 2 | 1 | 1 | 7  | 4  | +3   |
| 8    | LD Alajuelense     | 6   | 4 | 1 | 3 | 0 | 4  | 3  | +1   |

### Tableau
|  |                                |                              |                    |               |                              |     |   |            |            |                     |            |                    |     |   |        |        |        |        |        |  |  |
|  | 1/4 de finale                  | 1/4 de finale                | 1/4 de finale      | 1/4 de finale | 1/4 de finale                |     |   | 1/2 finale | 1/2 finale | 1/2 finale          | 1/2 finale | 1/2 finale         |     |   | Finale | Finale | Finale | Finale | Finale |  |  |
|  | 26 février 2015 et 4 mars 2015 |                              |                    |               |                              |     |   |            |            |                     |            |                    |     |   |        |        |        |        |        |  |  |
|  |                                |                              |                    |               |                              |     |   |            |            |                     |            |                    |     |   |        |        |        |        |        |  |  |
|  | DC United                      | (1)                          | 2                  | 2             |                              |     |   |            |            |                     |            |                    |     |   |        |        |        |        |        |  |  |
|  | DC United                      | (1)                          | 2                  | 2             | 18 mars 2015 et 7 avril 2015 |     |   |            |            |                     |            |                    |     |   |        |        |        |        |        |  |  |
|  | LD Alajuelense                 | (8)                          | 5                  | 1             |                              |     |   |            |            |                     |            |                    |     |   |        |        |        |        |        |  |  |
|  | LD Alajuelense                 | (8)                          | 5                  | 1             | LD Alajuelense               | (8) | 0 | 4          |            |                     |            |                    |     |   |        |        |        |        |        |  |  |
|  | 24 février 2015 et 3 mars 2015 |                              |                    |               | LD Alajuelense               | (8) | 0 | 4          |            |                     |            |                    |     |   |        |        |        |        |        |  |  |
|  |                                |                              | Impact de Montréal | (4)           | 2                            | 2   |   |            |            |                     |            |                    |     |   |        |        |        |        |        |  |  |
|  | Impact de Montréal             | (4)                          | Impact de Montréal | (4)           | 2                            | 2   | 2 | 1          | 0          |                     |            |                    |     |   |        |        |        |        |        |  |  |
|  | Impact de Montréal             | (4)                          |                    |               |                              |     | 2 | 1          | 0          | 22 et 29 avril 2015 |            |                    |     |   |        |        |        |        |        |  |  |
|  | CF Pachuca                     | (5)                          | 2                  | 1             |                              |     |   |            |            |                     |            |                    |     |   |        |        |        |        |        |  |  |
|  | CF Pachuca                     | (5)                          | 2                  | 1             |                              |     |   |            |            |                     |            | Impact de Montréal | (4) | 1 | 2      |        |        |        |        |  |  |
|  | 25 février 2015 et 4 mars 2015 |                              |                    |               |                              |     |   |            |            |                     |            | Impact de Montréal | (4) | 1 | 2      |        |        |        |        |  |  |
|  |                                | Club América                 | (2)                | 1             | 4                            |     |   |            |            |                     |            |                    |     |   |        |        |        |        |        |  |  |
|  | Club América                   | Club América                 | (2)                | 1             | 4                            | (2) | 3 | 2          |            |                     |            |                    |     |   |        |        |        |        |        |  |  |
|  | Club América                   | 17 mars 2015 et 8 avril 2015 |                    |               |                              | (2) | 3 | 2          |            |                     |            |                    |     |   |        |        |        |        |        |  |  |
|  | Deportivo Saprissa             | (7)                          | 0                  | 0             |                              |     |   |            |            |                     |            |                    |     |   |        |        |        |        |        |  |  |
|  | Deportivo Saprissa             | (7)                          | 0                  | 0             | Club América                 | (2) | 0 | 6          |            |                     |            |                    |     |   |        |        |        |        |        |  |  |
|  | 24 février 2015 et 5 mars 2015 |                              |                    |               | Club América                 | (2) | 0 | 6          |            |                     |            |                    |     |   |        |        |        |        |        |  |  |
|  |                                |                              | CS Herediano       | (3)           | 3                            | 0   |   |            |            |                     |            |                    |     |   |        |        |        |        |        |  |  |
|  | CS Herediano                   | (3)                          | CS Herediano       | (3)           | 3                            | 0   | 1 | 2          |            |                     |            |                    |     |   |        |        |        |        |        |  |  |
|  | CS Herediano                   | (3)                          |                    |               |                              |     | 1 | 2          |            |                     |            |                    |     |   |        |        |        |        |        |  |  |
|  | CD Olimpia                     | (6)                          | 1                  | 0             |                              |     |   |            |            |                     |            |                    |     |   |        |        |        |        |        |  |  |
|  | CD Olimpia                     | (6)                          | 1                  | 0             |                              |     |   |            |            |                     |            |                    |     |   |        |        |        |        |        |  |  |

### Quarts de finale
| Pays | Club               | Aller | Retour | Club               | Pays | Commentaire                           |
|      | DC United          | 2-5   | 2-1    | LD Alajuelense     |      |                                       |
|      | Club América       | 3-0   | 2-0    | Deportivo Saprissa |      |                                       |
|      | CS Herediano       | 1-1   | 2-0    | CD Olimpia         |      |                                       |
|      | Impact de Montréal | 2-2   | 1-1    | CF Pachuca         |      | Victoire grâce aux buts à l'extérieur |

### Demi-finales
| Pays | Club           | Aller | Retour | Club               | Pays | Commentaire                           |
|      | LD Alajuelense | 0-2   | 4-2    | Impact de Montréal |      | Victoire grâce aux buts à l'extérieur |
|      | Club América   | 0-3   | 6-0    | CS Herediano       |      |                                       |

### Finale
| Match aller   | Club América      | 1:1   | Impact de Montréal | Stade Azteca Mexico, Mexique                                                                                  | |
| 22 avril 2015 | Oribe Peralta 89e | (0:1) | Ignacio Piatti 16e | Spectateurs : 56 783 Arbitrage : Héctor Rodríguez Cristian Ramírez (a) Oscar Velásquez (a) Armando Castro (q) | Spectateurs : 56 783 Arbitrage : Héctor Rodríguez Cristian Ramírez (a) Oscar Velásquez (a) Armando Castro (q) |
| 22 avril 2015 | Rapport           |       |                    | Spectateurs : 56 783 Arbitrage : Héctor Rodríguez Cristian Ramírez (a) Oscar Velásquez (a) Armando Castro (q) | Spectateurs : 56 783 Arbitrage : Héctor Rodríguez Cristian Ramírez (a) Oscar Velásquez (a) Armando Castro (q) |

| Match retour  | Impact de Montréal                    | 2:4   | Club América                                                                        | Stade olympique Montréal, Canada                                                  |                                                                                   |
| 29 avril 2015 | Andrés Romero 8e · Jack McInerney 89e | (1:0) | Darío Benedetto 50e · Oribe Peralta 64e · Darío Benedetto 66e · Darío Benedetto 81e | Spectateurs : 61 004 Arbitrage : Henry Bejarano Leonel Leal (a) Jeffrey Solís (q) | Spectateurs : 61 004 Arbitrage : Henry Bejarano Leonel Leal (a) Jeffrey Solís (q) |
| 29 avril 2015 | Rapport                               |       |                                                                                     | Spectateurs : 61 004 Arbitrage : Henry Bejarano Leonel Leal (a) Jeffrey Solís (q) | Spectateurs : 61 004 Arbitrage : Henry Bejarano Leonel Leal (a) Jeffrey Solís (q) |

| Champion de la CONCACAF 2015 |
| ---------------------------- |
| Club América Sixième titre   |

## Buteurs
| Rang | Nom               | Équipe             | Buts |
| 1    | Darío Benedetto   | Club América       | 7    |
| 1    | Oribe Peralta     | Club América       | 7    |
| 3    | Ariel Nahuelpan   | CF Pachuca         | 5    |
| 3    | Ariel Rodríguez   | Deportivo Saprissa | 5    |
| 3    | Yendrick Ruiz     | CS Herediano       | 5    |
| 3    | Martín Zúñiga     | Club América       | 5    |
| 7    | Rolando Blackburn | CSD Comunicaciones | 4    |
| 7    | Marco Di Vaio     | Impact de Montreal | 4    |
| 7    | Fabián Espíndola  | DC United          | 4    |
| 7    | Anthony Lozano    | CD Olimpia         | 4    |